# Svi Mykhailiuk
Sviatoslav "Svi" Mykhailiuk (em ucraniano:  Святосла́в Михайлю́к; Tcherkássi, 10 de junho de 1997) é um jogador ucraniano de basquete profissional que atualmente joga no Utah Jazz da National Basketball Association (NBA).
Mykhailiuk jogou basquete universitário no Kansas Jayhawks. Antes de jogar em Kansas, ele jogou pelo Cherkaski Mavpy da Liga Ucraniana de Basquetebol de 2012 a 2014 e pela Seleção Ucraniana na Copa do Mundo de 2014. Ele foi selecionado pelo Los Angeles Lakers como a 47ª escolha geral no draft da NBA de 2018. 
Como reserva do Boston Celtics de 2023-24, Mykhailiuk venceu o título da NBA.

## Primeiros anos
Nascido em Cherkasy, Ucrânia, a mãe de Mykhailiuk, Inna, é professora de biologia no ensino médio e seu pai, Iurri, é professor de história em uma faculdade. Ele frequentou o ensino médio na Cherkasy First City Gymnasia.
Ele jogou na equipe da escola quando adolescente, mas queria cursar a faculdade nos Estados Unidos para desenvolver seu jogo.

## Carreira universitária
Mykhailiuk recebeu ofertas de Virgínia, Iowa State, Oregon e Kansas. Em 21 de maio de 2014, Mykhailiuk se comprometeu a jogar basquete na Universidade do Kansas.
Durante sua temporada de calouro, ele foi titular em cinco dos sete primeiros jogos da temporada com média de 21,3 minutos, mas seu tempo de jogo desde então foi significativamente reduzido. Ele era o jogador mais jovem da história da Big 12 Conference aos 17 anos.
Retornando ao Kansas em seu segundo ano, ele jogou em 35 jogos e teve médias de 5,4 pontos, 1,3 rebotes e 0,9 assistências em 12.8 minutos. Na primeira rodada do Torneio da NCAA de 2016, Mykhailiuk marcou 23 pontos, estabelecendo seu recorde pessoal de pontuação na universidade, contra Austin Peay.
Mykhailiuk voltou ao Kansas para o seu terceiro ano. Nessa temporada, ele jogou em 36 jogos e teve médias de 10,6 pontos, 3,5 rebotes e 1,6 assistências em 27.3.minutos. Em 12 de abril de 2017, ele decidiu entrar no Draft da NBA de 2017, mas não contratou um agente, permitindo que ele voltasse para o último ano. Ele optou por voltar para a retornar a temporada de 2017-18.
Em sua última temporada, Mykhailiuk jogou em 39 jogos e teve médias de 14.6 pontos, 3.9 rebotes e 2.7 assistências em 34.5 minutos. Ele estabeleceu um recorde na universidade de mais cestas de três pontos feitas com 115.

## Carreira profissional

### Cherkaski Mavpy (2012–2014)
Antes de jogar em Kansas, Mykhailiuk jogou profissionalmente pelo Cherkaski Mavpy, a equipe de sua cidade natal, na Liga Ucraniana de Basquetebol, de 2012 a 2014.

### Los Angeles Lakers (2018–2019)
Em 21 de junho de 2018, Mykhailiuk foi selecionado pelo Los Angeles Lakers como a 47ª escolha geral no Draft da NBA de 2018. Em 10 de julho, ele assinou um contrato de três anos e 4,6 milhões de dólares com o Lakers.

### Detroit Pistons (2019–2021)
Em 6 de fevereiro de 2019, Mykhailiuk foi negociado com o Detroit Pistons, juntamente com uma futura escolha de segunda rodada, em troca de Reggie Bullock. Em suas três temporada em Detroit, ele teve médias de 8.0 pontos, 1.9 rebotes e 1.8 assistências em 95 jogos.

### Oklahoma City Thunder (2021)
Em 13 de março de 2021, Mykahlauk foi negociado com o Oklahoma City Thunder, juntamente com uma escolha de segunda rodada do draft de 2027, em troca de Hamidou Diallo.

### Toronto Raptors (2021–2022)
Em 31 de agosto de 2021, Mykhailiuk assinou um contrato de dois anos e US$3.6 milhões com o Toronto Raptors.

### New York Knicks (2022–2023)
Em 18 de setembro de 2022, Mykhailiuk assinou um contrato de 1 ano e US$1.9 milhões com o New York Knicks.

### Charlotte Hornets (2023)
Em 9 de fevereiro de 2023, Mykhailiuk foi negociado com o Charlotte Hornets em uma troca de quatro equipes que também envolveu o Portland Trail Blazers e o Philadelphia 76ers.
Em 15 de fevereiro, ele fez sua estreia nos Hornets e registrou 12 pontos e dois rebotes na vitória por 120-110 sobre o San Antonio Spurs.

### Boston Celtics (2023–2024)
Em 31 de agosto de 2023, Mykhailiuk assinou um contrato de um ano e US$ 2.3 milhões com o Boston Celtics. Em 6 de junho de 2024, ele fez sua estreia nas Finais da NBA contra o Dallas Mavericks, tornando-se o segundo ucraniano a atingir esse feito, depois de Slava Medvedenko em 2002. Ele finalmente alcançou o título da NBA com seu clube, que ganhou seu 18º título geral.

### Utah Jazz (2024–Presente)
Em 13 de agosto de 2024, Mykhailiuk assinou um contrato de 4 anos e US$15 milhões com o Utah Jazz.

## Carreira na seleção

### Seleção Ucraniana de Juniores
No verão de 2013, Mykhailiuk jogou no EuroBasket Sub-16 de 2013 em Kiev. Ele foi selecionado para a equipe ideal do torneio após ter médias de 25,2 pontos, 8,0 rebotes e 3,4 assistências.
Mykhailiuk jogou no EuroBasket Sub-20 de 2016 em Helsinque. Durante o torneio, ele liderou seu time em pontuação, 14,9 pontos por jogo, em sete jogos. Ele também teve médias de 5,6 rebotes, 2,7 assistências e 2,1 roubadas de bola.
Ele jogou no EuroBasket Sub-20 de 2017, onde foi o artilheiro do torneio, com média de 20,4 pontos.

### Seleção Ucraniana Sênior
Mykhailiuk disputou a Copa do Mundo de Basquete de 2014 na Espanha. Em 4 jogos, ele teve médias de 1.8 pontos e 1.3 rebotes em 8.3 minutos.

## Vida pessoal
Após a invasão da Ucrânia pela Rússia em 23 de fevereiro de 2022, Mykhailiuk junto com o único outro jogador ucraniano da NBA, Alex Len, divulgou um comunicado condenando a invasão. A declaração dizia: "Uma grande tragédia se abateu sobre nossa querida pátria Ucrânia. Condenamos categoricamente a guerra. A Ucrânia é um estado pacífico e soberano habitado por pessoas que desejam controlar seu próprio destino. Oramos por suas famílias, amigos e parentes e todos as pessoas que estão no território da Ucrânia. Esperamos o fim desta terrível guerra o mais rápido possível. Caros companheiros ucranianos, esperem! Nossa força está na unidade! Estamos com vocês!"

## Estatísticas da carreira

### NBA

#### Temporada regular
| Ano      | Equipe        | PJ  | PT | MPJ  | AP   | 3P   | LL   | RT  | AS  | BR | TO | PPJ  |
| -------- | ------------- | --- | -- | ---- | ---- | ---- | ---- | --- | --- | -- | -- | ---- |
| 2018–19  | L.A. Lakers   | 39  | 0  | 10.8 | .231 | .318 | .600 | .9  | .8  | .3 | .0 | 3.3  |
| 2018–19  | Detroit       | 3   | 0  | 6.7  | .250 | .500 | —    | .7  | 1.3 | .3 | .0 | 2.0  |
| 2019–20  | Detroit       | 56  | 27 | 22.6 | .410 | .404 | .814 | 1.9 | 1.9 | .7 | .1 | 9.0  |
| 2020–21  | Detroit       | 36  | 5  | 17.6 | .377 | .333 | .800 | 2.1 | 1.6 | .8 | .2 | 6.9  |
| 2020–21  | Oklahoma City | 30  | 9  | 23.0 | .438 | .336 | .700 | 3.0 | 1.8 | .8 | .2 | 10.3 |
| 2021–22  | Toronto       | 56  | 5  | 12.8 | .389 | .306 | .865 | 1.6 | .8  | .5 | .1 | 4.6  |
| 2022–23  | New York      | 13  | 0  | 3.1  | .500 | .600 | .600 | .5  | .1  | .1 | .0 | 1.6  |
| 2022–23  | Charlotte     | 19  | 8  | 22.5 | .441 | .404 | .676 | 2.4 | 2.7 | .7 | .2 | 10.6 |
| 2023–24  | Boston        | 41  | 2  | 10.1 | .416 | .389 | .667 | 1.2 | .9  | .3 | .0 | 4.0  |
| Carreira | Carreira      | 293 | 56 | 14.3 | .383 | .398 | .715 | 1.5 | 1.3 | .4 | .0 | 5.8  |

#### Playoffs
| Ano      | Equipe   | PJ | PT | MPJ | AP   | 3P   | LL    | RT | AS | BR | TO | PPJ |
| -------- | -------- | -- | -- | --- | ---- | ---- | ----- | -- | -- | -- | -- | --- |
| 2022     | Toronto  | 3  | 0  | 1.7 | .000 | .000 | 1.000 | .3 | .0 | .0 | .0 | .3  |
| 2024     | Boston   | 8  | 0  | 4.0 | .250 | .222 | —     | .6 | .1 | .1 | .0 | 1.0 |
| Carreira | Carreira | 11 | 0  | 2.8 | .125 | .111 | 1.000 | .4 | .0 | .0 | .0 | .6  |

### Universidade
| Ano      | Equipe   | PJ  | PT | MPJ  | AP   | 3P   | LL   | RT  | AS  | BR  | TO | PPJ  |
| -------- | -------- | --- | -- | ---- | ---- | ---- | ---- | --- | --- | --- | -- | ---- |
| 2014–15  | Kansas   | 26  | 6  | 11.2 | .306 | .288 | .833 | 1.2 | .7  | .3  | .0 | 2.8  |
| 2015–16  | Kansas   | 35  | 0  | 12.8 | .450 | .402 | .680 | 1.3 | .9  | .3  | .1 | 5.4  |
| 2016–17  | Kansas   | 36  | 25 | 27.3 | .443 | .398 | .702 | 3.0 | 1.3 | .9  | .3 | 9.8  |
| 2017–18  | Kansas   | 39  | 39 | 34.5 | .434 | .444 | .804 | 3.9 | 2.7 | 1.2 | .3 | 14.6 |
| Carreira | Carreira | 136 | 70 | 21.4 | .408 | .383 | .754 | 2.3 | 1.4 | .6  | .1 | 8.1  |

Fonte:

## Prêmios e Homenagens
NBA
- Campeão da NBA: 2024